# الخطوط الجوية الأمريكية الرحلة 587
 'الخطوط الجوية الأمريكية رحلة 587' كانت رحلة ركاب مجدولة بانتظام من مطار جون إف كينيدي الدولي في مدينة نيويورك إلى سانتو دومينغو في مطار لاس أمريكاس الدولي في جمهورية الدومينيكان. في 12 نوفمبر 2001، إيرباص A300-600 تحطمت الطائرة في بيل هاربور حي كوينز، وهو حي في مدينة نيويورك، وبعد وقت قصير من اقلاعها. 260 شخصا كانوا على متنها قتلوا، جنبا إلى جنب مع خمسة أشخاص على الأرض. هذا هو الحادث الأسوء ل A300 ايرباص، بعد الخطوط الجوية الإيرانية الرحلة 655. من حيث حوادث تحطم أحد الطائرة التي كان يحكم عرضي وليس جنائي، اعتبارا من مارس عام 2014، أي حادث منذ ذلك الحين تجاوز أن عدد القتلى، على الرغم من قبل عام 2001 كانت هناك حوادث أكثر فتكا من هذا النوع.